# Phương tiện truyền thông mới
Phương tiện truyền thông mới là hình thức truyền thông có tính toán và dựa vào máy tính để phân phối lại thông tin. Một số ví dụ về phương tiện truyền thông mới là hoạt hình máy tính, trò chơi máy tính, giao diện máy tính của con người, cài đặt máy tính tương tác, trang web và thế giới ảo.
Các phương tiện truyền thông mới thường trái ngược với " phương tiện truyền thông cũ ", chẳng hạn như truyền hình, đài phát thanh và phương tiện truyền thông in ấn, mặc dù các học giả về truyền thông và nghiên cứu truyền thông đã chỉ trích sự khác biệt dựa trên sự cũ và mới lạ là quá cứng nhắc. Phương tiện mới không bao gồm các chương trình truyền hình phát sóng tương tự, phim truyện, tạp chí hoặc sách  –    trừ khi chúng có chứa các công nghệ cho phép các quá trình phát sinh hoặc tương tác kỹ thuật số.
Wikipedia, một bách khoa toàn thư trực tuyến, là một ví dụ điển hình của phương tiện truyền thông mới, kết hợp văn bản, hình ảnh và video kỹ thuật số có thể truy cập Internet với các liên kết web, sự tham gia sáng tạo của người đóng góp, phản hồi tương tác của người dùng và hình thành cộng đồng người tham gia biên tập và nhà tài trợ vì lợi ích của độc giả ngoài cộng đồng. Phương tiện truyền thông xã hội hoặc các dịch vụ mạng xã hội, như Facebook và Twitter, là một ví dụ khác về phương tiện truyền thông mới, trong đó hầu hết người dùng cũng là người tham gia.